# マルコ・ロイス
マルコ・ロイス（Marco Reus, ドイツ語発音: [ˈmaʁkoː ˈʁɔʏs] ( 音声ファイル); 1989年5月31日 - ）は、西ドイツ・ドルトムント出身のサッカー選手。メジャーリーグサッカー・ロサンゼルス・ギャラクシー所属。ドイツ代表。ポジションはフォワード、ミッドフィールダー。

## クラブ経歴
2003年からボルシア・ドルトムントのユースチームに所属し、2006年の夏にロート・ヴァイス・アーレンに移籍した。

### ボルシア・メンヒェングラートバッハ
2009年5月25日、ボルシア・メンヒェングラートバッハに4年契約で移籍した。8月28日、1.FSVマインツ05戦で初ゴールを記録した。入団1年目は33試合に出場し、8得点を挙げた。2010-11シーズンはリーグへの残留争いを経験した。2011-12シーズンでは18得点を挙げ、チームもリーグ4位の成績を修めた。シーズン終了後にはマッツ・フンメルス、ロベルト・レヴァンドフスキ、香川真司らをおさえ、ドイツ年間最優秀選手に選出された。

### ボルシア・ドルトムント

#### 2012-13シーズン
2012年1月4日、ユース時代を過ごしたボルシア・ドルトムントと移籍金1710万ユーロで5年契約を結んだ。ドルトムント移籍について「来シーズンから次のステップに踏み出す決心をした。リーグタイトルに挑戦し、チャンピオンズリーグでのプレーを保障されるクラブでプレーがしたい。ドルトムントにはこのチャンスがあると思う。」と語った。7月1日、正式にドルトムントに加入した。8月24日、ヴェルダー・ブレーメン戦でドルトムントでのリーグ戦デビューを果たし、その試合でゴールを挙げた。9月29日、古巣のボルシアMG戦では2ゴールを挙げて勝利に貢献し、この勝利でチームはリーグ首位に立った。
10月3日、UEFAチャンピオンズリーグのマンチェスター・シティ戦で自身初のCLでのゴールを挙げた。11月6日、サンティアゴ・ベルナベウでのレアル・マドリード戦では、レヴァンドフスキのアシストからボレーシュートでゴールを挙げた。11月21日、4-1で勝利したアヤックス戦では先制点を挙げ、チームは決勝トーナメント進出が決定した。
2013年2月16日、フランクフルト戦ではハットトリックを達成した。5月11日、VfLヴォルフスブルク戦では後半に2得点を挙げて、試合を引き分けに持ち込んだ。
4月9日、チャンピオンズリーグ準々決勝のマラガ戦2ndレグでは、試合終了間際に同点ゴールを挙げた。ドルトムントは3-2でマラガを破り、準決勝ではレアル・マドリードを4-3で破って決勝に進出した。だが、決勝でバイエルンミュンヘンに負けた。

#### 2013-14シーズン

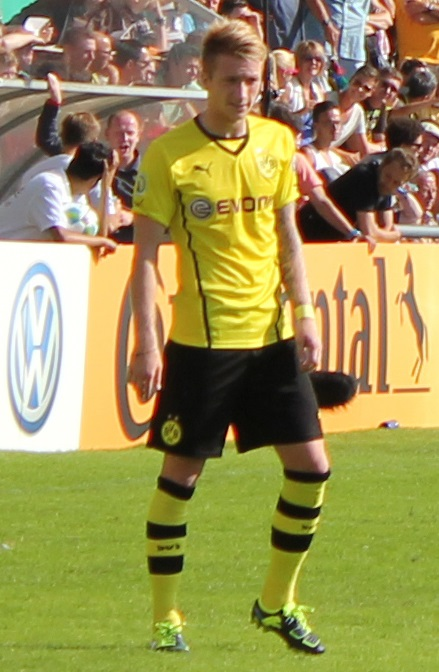
ドルトムントでのロイス（2013年)

2013年7月27日、DFLスーパーカップのバイエルン・ミュンヘン戦では、先制点と4点目のゴールを挙げた。試合は4-2で勝利しDFLスーパーカップのタイトルを獲得した。
8月18日、第2節のブラウンシュヴァイク戦ではPKでゴールを挙げて2-1での勝利に貢献した。9月28日のSCフライブルク戦では、PKを含む2得点を挙げた。ドルトムントのPKキッカーはロイスであったが、DFBポカールの1860ミュンヘン戦ではキッカーをオーバメヤンに譲った。11月1日、VfBシュトゥットガルト戦で1ゴールを挙げて6-1での勝利に貢献した。
2014年2月25日、チャンピオンズリーグ・ラウンド16のゼニト・サンクトペテルブルク戦1stレグでゴールを挙げて勝利に貢献。3月29日、シュトゥットガルト戦でハットトリックを達成した。4月8日、チャンピオンズリーグ準々決勝のレアル・マドリード戦2ndレグでは2得点を記録し2-0で勝利したものの、2戦合計2-3で敗退した 。このシーズン公式戦23得点18アシストを記録した。
リーグ戦で16得点を挙げた活躍が認められ、ドイツのプロサッカー選手会の会員より28.6％の支持で2013-14シーズンにおけるドイツ最優秀選手に選ばれた。

#### 2014-15シーズン
第2節のFCアウクスブルク戦では1ゴール1アシストを記録し、ドルトムントは3-2で勝利した。2014年9月、足首を負傷した。10月22日、チャンピオンズリーグのガラタサライ戦で復帰し、ゴールを挙げて勝利に貢献した。11月1日、バイエルン・ミュンヘン戦では1-2で敗れたものの、ロイス自身は得点を記録した。
11月22日のSCパーダーボルン戦でゴールを挙げたものの、後半に負傷により交代した。2015年1月まで負傷により離脱した。2015年2月10日、ボルシア・ドルトムントと2019年6月30日までの契約延長を発表した。

#### 2015-16シーズン
2015年8月5日、ヴォルフスベルガーACに5-0で勝利し、UEFAヨーロッパリーグ 2015-16のプレーオフに進出した。8月15日、リーグ開幕戦のボルシアMG戦に出場し勝利に貢献した。2015年8月28日、ヨーロッパリーグ・プレーオフのオッド・グレンランド戦2ndレグでハットトリックを達成し、ヨーロッパリーグ本選への出場を決めた。
フォーメーションが4-3-3に変更され、ムヒタリアン、ロイス、香川、オーバメヤンのアタッカー4人の連携は開幕直後から強力無比で、開幕5戦で18得点をたたき出した。この4人はファンタスティック・フォーと名付けられた。この4人で多くの得点を演出し、チームはクラブ史上2番目に多い勝ち点78を記録したが、惜しくもバイエルンに次ぐ2位でシーズンを終えた。
2016年4月20日、DFBポカール準々決勝のヘルタ・ベルリン戦で1ゴールを挙げて3-0での勝利に貢献した。2015-16シーズン終了後、移籍したマッツ・フンメルスに代わってキャプテンに就任した。このシーズンは公式戦43試合に出場し23ゴール8アシストを記録した。

#### 2016-17シーズン
シーズン開幕当初は負傷により離脱していたが、2016年11月22日に復帰した。復帰戦となったレギワ・ワルシャワ戦では2得点を挙げ、8-4での歴史的大勝に貢献した。この試合でロイスはハットトリックを達成していないがマッチボールを持ち帰った。12月3日、ボルシアMG戦で3つのアシストを記録した。12月7日、レアル・マドリード戦を2-2で引き分け、ドルトムントはレアル・マドリードを抑えグループ1位で決勝トーナメントに進出した。12月10日、ケルン戦では試合終了間際に同点ゴールを挙げて引き分けに持ち込んだ。
DFBポカール決勝では、十字靭帯を断裂しハーフタイムに途中交代となった。ドルトムントは、試合に勝利しロイスは初のメジャータイトルを獲得した。この試合での負傷により、6ヶ月ほど離脱するとみられた。

#### 2017-18シーズン

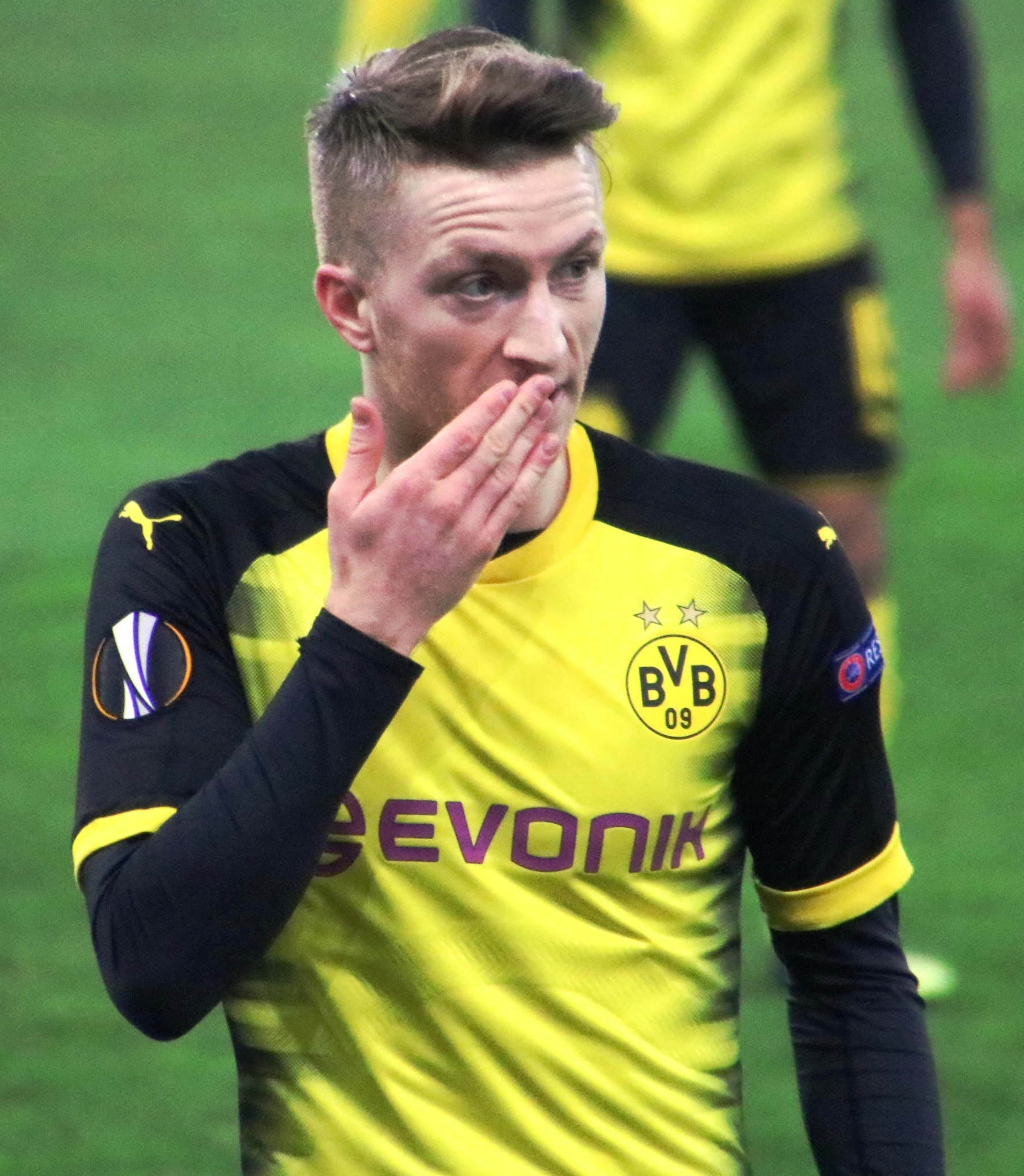
2018年のロイス

2018年2月10日、ハンブルガーSV戦で負傷から復帰した。2月18日、ボルシアMG戦において復帰後初ゴールを挙げ、チームも勝利した。続くアウクスブルク戦とRBライプツィヒ戦でも1ゴールを挙げ、どちらの試合も1-1で引き分けた。3月9日、契約を2023年まで延長した。4月29日、ブレーメン戦では19分にゴールを挙げ、試合は引き分けた。5月12日、ホッフェンハイム戦でチーム唯一の得点を挙げたが、1-3で敗れた。このシーズンは公式戦15試合で7ゴールを挙げた。

#### 2018-19シーズン
シーズン開幕前に、新監督リュシアン・ファーヴルによってクラブのキャプテンに指名された。2018年8月21日、DFBポカール1回戦のグロイター・フュルト戦では延長戦で決勝ゴールを挙げた。8月26日、RBライプツィヒ戦で90分にゴールを挙げたが、このゴールはロイスのブンデスリーガ100得点目のゴールだった。9月27日、1.FCニュルンベルク戦ではドルトムントでの公式戦100得点目のゴールを含む2得点で勝利に貢献した。
11月10日、バイエルンとのデア・クラシカーで、2得点を挙げて3-2での勝利に貢献。この勝利でドルトムントは2位バイエルンと勝点差7を付けて首位をキープした。
このシーズンはリーグ戦27試合17得点8アシストの記録を残し、2019年のドイツ年間最優秀選手に選出された。
2019-20シーズン、リーグ戦では僅か19試合の出場ながら11ゴールを挙げた。
2021-22シーズン、リーグ戦29試合9ゴール、アシストはリーグ3位のランクする12アシストを決めた。

#### 2023-24シーズン
2024年5月3日、クラブとの契約を延長しないことに合意したことをビデオメッセージで発表した。
欧州CLでは、13試合に出場し、CL決勝進出に貢献した。

### ロサンゼルス・ギャラクシー
2024年8月15日、ロサンゼルス・ギャラクシーに加入した。

## 代表経歴
ドイツ代表としては2011年10月7日に行われたUEFA EURO 2012予選のトルコ代表戦でデビューし、代表初得点は2012年5月26日のスイスとの親善試合で記録した。UEFA EURO 2012のドイツ代表にも選ばれ、準々決勝(6月22日)のギリシャ戦で得点を挙げ勝利に貢献した。
2014年6月2日に2014 FIFAワールドカップ本大会に向けた23人のメンバーに選出されたものの、直後の6月6日に行われたアルメニアとの親善試合において左足首のじん帯を部分断裂し、本大会欠場が決まった。
UEFA EURO 2016のドイツ代表メンバー候補であったが、負傷により落選した。
2018年、2018 FIFAワールドカップに出場し、グループリーグ第2戦のスウェーデン戦では1-1とする同点ゴールを決め、第2戦の勝利に貢献したが、第3戦の韓国戦に敗れグループリーグ敗退となった。
UEFA EURO 2020のメンバー入りは、休養を理由に辞退した。

## 人物・エピソード
- 2011年からスピード違反を繰り返しており、2014年3月に警察に止められた際に無免許運転が発覚。ドイツメディアによるとロイスは2009年にオランダの偽造免許証を購入し、自分に運転する資格が無い事を分かっていながらも運転を続けたため、文書偽造罪と判断され、54万ユーロの罰金が科された[71][72]。
- 2016年に喧騒から逃れるために引っ越しをしたと、ドイツ紙『ビルト』が伝えている。ドルトムント市中心部から南東へ4キロほどのところにある人工の湖、フェニックス湖畔のペントハウスに住んでいたが、このほどそれを売却し、別の閑静な住宅地へ移り住んだという。その理由は「静かな時間を確保するため」[73]。
- 2017年5月、ESPNは世界で最も有名なアスリート100人を発表し、83位に選出された。サッカー選手としては34位[74]。
- 正確なパスやフリーキックが持ち味だが、しばしば故障と復帰を繰り返しているため『ガラスの天才』と呼ばれる[75]。
- 2024年6月9日にボルシアドルトムント公式で公開されたこれまでのチームメイトがメッセージを伝える動画で、香川真司が登場した際には、「シンジ!?」と驚いた様子と笑顔を見せ、「日本で会おう」と香川が言った際には「日本で・・・」と笑みを浮かべた。ちなみにこの年の7月にドルトムントは香川が在籍するセレッソ大阪と対戦予定であり、4月に公開された告知動画にはロイスが「やあシンジ！僕らはもう長い間会ってないけど、この夏に君と会えること、そしてセレッソ大阪と対戦することを楽しみにしてるよ。じゃあよろしくね！」と言って登場したが、5月には退団が発表されていた[76]。

## 個人成績
2022-23シーズン終了時点
| クラブ                       | シーズン     | リーグ戦          | リーグ戦 | リーグ戦 | DFBポカール | DFBポカール | 国際大会 | 国際大会 | その他 | その他 | 合計 | 合計 |
| クラブ                       | シーズン     | ディヴィジョン    | 出場     | 得点     | 出場        | 得点        | 出場     | 得点     | 出場   | 得点   | 出場 | 得点 |
| ---------------------------- | ------------ | ----------------- | -------- | -------- | ----------- | ----------- | -------- | -------- | ------ | ------ | ---- | ---- |
| ロート・ヴァイス・アーレンII | 2006-07      | オーバーリーガ    | 5        | 2        | -           | -           | -        | -        | -      | -      | 5    | 2    |
| ロート・ヴァイス・アーレンII | 2007-08      | オーバーリーガ    | 1        | 1        | -           | -           | -        | -        | -      | -      | 1    | 1    |
| ロート・ヴァイス・アーレンII | 通算         | 通算              | 6        | 3        | -           | -           | -        | -        | -      | -      | 6    | 3    |
| ロート・ヴァイス・アーレン   | 2007-08      | レギオナルリーガ  | 16       | 1        | -           | -           | -        | -        | -      | -      | 16   | 1    |
| ロート・ヴァイス・アーレン   | 2008-09      | 2. ブンデスリーガ | 27       | 4        | 1           | 0           | -        | -        | -      | -      | 28   | 4    |
| ロート・ヴァイス・アーレン   | 通算         | 通算              | 43       | 5        | 1           | 0           | -        | -        | -      | -      | 44   | 5    |
| ボルシアMG                   | 2009-10      | ブンデスリーガ    | 33       | 8        | 2           | 0           | -        | -        | -      | -      | 35   | 8    |
| ボルシアMG                   | 2010-11      | ブンデスリーガ    | 32       | 10       | 3           | 1           | -        | -        | 2      | 1      | 37   | 12   |
| ボルシアMG                   | 2011-12      | ブンデスリーガ    | 32       | 18       | 5           | 3           | -        | -        | -      | -      | 37   | 21   |
| ボルシアMG                   | 通算         | 通算              | 97       | 36       | 10          | 4           | -        | -        | 2      | 1      | 109  | 41   |
| ボルシア・ドルトムント       | 2012-13      | ブンデスリーガ    | 32       | 14       | 3           | 1           | 13       | 4        | 1      | 0      | 49   | 19   |
| ボルシア・ドルトムント       | 2013-14      | ブンデスリーガ    | 30       | 16       | 4           | 0           | 9        | 5        | 1      | 2      | 44   | 23   |
| ボルシア・ドルトムント       | 2014-15      | ブンデスリーガ    | 20       | 7        | 5           | 1           | 4        | 3        | 0      | 0      | 29   | 11   |
| ボルシア・ドルトムント       | 2015-16      | ブンデスリーガ    | 26       | 12       | 4           | 2           | 13       | 9        | -      | -      | 43   | 23   |
| ボルシア・ドルトムント       | 2016-17      | ブンデスリーガ    | 17       | 7        | 3           | 2           | 4        | 4        | 0      | 0      | 24   | 13   |
| ボルシア・ドルトムント       | 2017-18      | ブンデスリーガ    | 11       | 7        | 0           | 0           | 4        | 0        | 0      | 0      | 15   | 7    |
| ボルシア・ドルトムント       | 2018-19      | ブンデスリーガ    | 27       | 17       | 3           | 3           | 6        | 1        | -      | -      | 36   | 21   |
| ボルシア・ドルトムント       | 2019-20      | ブンデスリーガ    | 19       | 11       | 2           | 1           | 4        | 0        | 1      | 0      | 26   | 12   |
| ボルシア・ドルトムント       | 2020-21      | ブンデスリーガ    | 32       | 8        | 6           | 2           | 10       | 1        | 1      | 0      | 49   | 11   |
| ボルシア・ドルトムント       | 2021-22      | ブンデスリーガ    | 29       | 9        | 3           | 0           | 8        | 3        | 1      | 1      | 41   | 13   |
| ボルシア・ドルトムント       | 2022-23      | ブンデスリーガ    | 25       | 6        | 3           | 1           | 3        | 1        | -      | -      | 31   | 8    |
| ボルシア・ドルトムント       | 2023-24      | ブンデスリーガ    | 26       | 6        | 3           | 1           | 13       | 2        | -      | -      | 42   | 9    |
| ボルシア・ドルトムント       | 通算         | 通算              | 294      | 120      | 39          | 14          | 91       | 33       | 5      | 3      | 429  | 170  |
| キャリア通算                 | キャリア通算 | キャリア通算      | 449      | 164      | 50          | 18          | 91       | 33       | 7      | 4      | 588  | 21   |

## 代表歴

### 出場大会
- ドイツ代表
  - 2012年 - UEFA EURO 2012 (3位)
  - 2018年 - 2018 FIFAワールドカップ（グループリーグ敗退）
  - 2018年 - UEFAネーションズリーグ2018-19

### 試合数
- 国際Aマッチ 48試合 15得点（2011年-2021年）[77][66]

| ドイツ代表 | 国際Aマッチ | 国際Aマッチ |
| 年         | 出場        | 得点        |
| ---------- | ----------- | ----------- |
| 2011       | 3           | 0           |
| 2012       | 11          | 5           |
| 2013       | 5           | 2           |
| 2014       | 4           | 0           |
| 2015       | 4           | 2           |
| 2016       | 2           | 0           |
| 2018       | 8           | 1           |
| 2019       | 7           | 3           |
| 2021       | 4           | 2           |
| 通算       | 48          | 15          |

### 得点
| #   | 開催年月日     | 開催地               | 対戦国             | スコア | 結果 | 試合概要                                |
| --- | -------------- | -------------------- | ------------------ | ------ | ---- | --------------------------------------- |
| 1.  | 2012年5月27日  | バーゼル             | スイス             | 3-5    | 3-5  | 親善試合                                |
| 2.  | 2012年6月22日  | グダニスク           | ギリシャ           | 3-1    | 4-2  | UEFA EURO 2012                          |
| 3.  | 2012年9月11日  | ウィーン             | オーストリア       | 1-0    | 2-1  | 2014 FIFAワールドカップ・ヨーロッパ予選 |
| 4.  | 2012年10月12日 | ダブリン             | アイルランド       | 1-0    | 6-1  | 2014 FIFAワールドカップ・ヨーロッパ予選 |
| 5.  | 2012年10月12日 | ダブリン             | アイルランド       | 2-0    | 6-1  | 2014 FIFAワールドカップ・ヨーロッパ予選 |
| 6.  | 2013年3月26日  | ニュルンベルク       | カザフスタン       | 1-0    | 4-1  | 2014 FIFAワールドカップ・ヨーロッパ予選 |
| 7.  | 2013年3月26日  | ニュルンベルク       | カザフスタン       | 4-1    | 4-1  | 2014 FIFAワールドカップ・ヨーロッパ予選 |
| 8.  | 2015年3月25日  | カイザースラウテルン | オーストラリア     | 1-0    | 2-2  | 親善試合                                |
| 9.  | 2015年3月29日  | トビリシ             | ジョージア         | 1-0    | 2-0  | UEFA EURO 2016予選                      |
| 10. | 2018年6月23日  | ソチ                 | スウェーデン       | 1-1    | 2-1  | 2018 FIFAワールドカップ                 |
| 11  | 2019年6月8日   | ボリソフ             | ベラルーシ         | 2–0    | 2–0  | UEFA EURO 2020予選                      |
| 12  | 2019年6月11日  | マインツ             | エストニア         | 1–0    | 8–0  | UEFA EURO 2020予選                      |
| 13  | 2019年6月11日  | マインツ             | エストニア         | 5–0    | 8–0  | UEFA EURO 2020予選                      |
| 14. | 2021年9月5日   | シュツットガルト     | アルメニア         | 3-0    | 6-0  | 2022 FIFAワールドカップ・ヨーロッパ予選 |
| 15. | 2021年11月11日 | ヴォルフスブルク     | リヒテンシュタイン | 4-0    | 9-0  | 2022 FIFAワールドカップ・ヨーロッパ予選 |

## タイトル

### クラブ
ボルシア・ドルトムント
- DFLスーパーカップ：3回 (2013, 2014, 2019)
- DFBポカール：2回 (2016-17, 2020-21)

### 個人
- ドイツ年間最優秀選手：2回 (2012，2019)